# Homeboy – Original Score Performed by Eric Clapton
Homeboy – Original Score Performed by Eric Clapton ist ein Soundtrack-Album des britischen Rockmusikers Eric Clapton und erschien am 27. September 1988 beim Label Virgin Records. Clapton stellte die Songs für den gleichnamigen Film Homeboy von 1988 zusammen, zumeist Eigenkompositionen.

## Gestaltung und Veröffentlichung
Das Cover der Veröffentlichung ist dunkelblau gerahmt. In der Mitte der Titelseite findet sich ein Bild des Drehbuchautors Mickey Rourke, das nach dem Ende einer Box-Sequenz des Filmes aufgenommen wurde. Die Namen der Präsentatoren, „Mickey Rourke“ und „Eric Clapton“ sind in einer großen Aufschrift zu erkennen.  Eine Wiederveröffentlichung des Soundtrack-Albums erschien im Jahr 2009, ebenfalls bei Virgin Records.

## Kritikerstimmen
Der Musikkritiker William Ruhlmann der Website Allmusic ist der Ansicht, dass der Soundtrack „größtenteils aus bluesigen Instrumentalstücken“ bestehe. Weiter hält Ruhlmann fest, dass „Claptons Gitarrensolo im Lied Dixie [eine] starke Ähnlichkeit zu Jimi Hendrixs Version von The Star-Spangled Banner“ aufweise. Zur musischen Darbietung vermerkt der Kritiker, dass es „natürlich vollendet“ sei. Ruhlmann kritisiert jedoch, dass der Veröffentlichung „wie bei den meisten [Soundtrack-Alben] etwas fehlt, wenn die Bilder des Film nicht zu sehen“ seien. Abschließend vergab Ruhlmann 3 der 5 möglichen Bewertungseinheiten für Homeboy – Original Score Performed by Eric Clapton. Die Kritiker von DVD Legion finden, dass der Soundtrack des Filmes „definitiv heraus sticht“. Weiter finden sie, dass der Soundtrack Größen wie Clapton und mit seinen „kiesigen Blues-Titeln emotionsgeladen“ sei.

## Produktion
| - Terry O’Neill – Fotograf - Lynne Warberg – Fotograf - Elliott Kastner – Produzent - Alan Marshall – Produzent | - Stephen Chase – Toningenieur - Lorraine Francis – Toningenieur - Ben Kape – Toningenieur - Jeremy Wheatley – Toningenieur |

## Titelliste
| Nr.          | Titel                    | Autor(en)                    | Darbietender                              | Länge |
| ------------ | ------------------------ | ---------------------------- | ----------------------------------------- | ----- |
| 1.           | Travelling East          | Eric Clapton • Michael Kamen | Eric Clapton                              | 2:52  |
| 2.           | Johnny                   | Eric Clapton                 | Eric Clapton                              | 1:29  |
| 3.           | Call Me If You Need Me   | Magic Sam                    | Eric Clapton • Magic Sam                  | 3:03  |
| 4.           | Bridge                   | Eric Clapton                 | Eric Clapton                              | 2:25  |
| 5.           | Pretty Baby              | Junior Parker                | Eric Clapton • J. B. Hutto & the Hawks    | 4:35  |
| 6.           | Dixie                    | Traditional                  | Eric Clapton                              | 3:42  |
| 7.           | Ruby’s Loft              | Eric Clapton                 | Eric Clapton                              | 2:33  |
| 8.           | Country Bikin            | Eric Clapton                 | Eric Clapton                              | 1:47  |
| 9.           | I Want to Love You Baby  | Don Hill                     | Eric Clapton • Jo Jo Benson • Peggy Scott | 2:36  |
| 10.          | Bike Ride                | Eric Clapton                 | Eric Clapton                              | 1:37  |
| 11.          | Ruby                     | Eric Clapton                 | Eric Clapton                              | 3:54  |
| 12.          | Party                    | Eric Clapton                 | Eric Clapton                              | 1:44  |
| 13.          | Living in the Real World | Rod Argent                   | Eric Clapton • Brakes                     | 3:36  |
| 14.          | Training                 | Eric Clapton                 | Eric Clapton                              | 4:00  |
| 15.          | Final Fight              | Eric Clapton                 | Eric Clapton                              | 3:43  |
| 16.          | Chase                    | Eric Clapton                 | Eric Clapton                              | 3:33  |
| 17.          | Dixie                    | Traditional                  | Eric Clapton                              | 2:35  |
| 18.          | Homeboy                  | Eric Clapton • Michael Kamen | Eric Clapton                              | 4:15  |
| Gesamtlänge: | Gesamtlänge:             | Gesamtlänge:                 | Gesamtlänge:                              | 53:59 |